# 데스노트 (애니메이션)
《데스노트》(일본어: デスノート 데스노토[*], 영어: DEATH NOTE)는 오바 츠구미가 글을 쓰고 오바타 타케시가 그림을 그린 동명의 만화를 원작으로 한 애니메이션이다.
닛폰 TV 계열 등에서 방송된 전 37화의 심야 애니메이션이다.
또한, 본편을 사신 루크 의 시점으로 그린 총집편이 되는 약 2시간의 단발 작품이 제작되었다.

## 스태프
- 원작 - 오바 츠구미, 오바타 타케시
- 감독 - 아라키 테츠로
- 감독 조수 - 이토 토모히코
- 시리즈 구성 - 이노우에 토시키
- 캐릭터 디자인 - 키타오 마사루
- 총작화 감독 - 키타오 마사루, 카가미 타카히로
- 소품 디자인 - 니이츠마 다이스케
- 미술 감독 - 잇시키 미오
- 미술 설정 - 스기야마 신지
- 색채 설계 - 하시모토 사토시
- 촬영 감독 - 야마다 카즈히로
- 편집 - 히다 아야
- 음향 감독 - 야마다 치아키
- 음악 - 히라노 요시히사, 타니우치 히데키
- 프로듀서 - 나카타니 토시오, 타무라 마나부, 마루야마 마사오
- 애니메이션 프로듀서 - 하시모토 켄타로
- 애니메이션 제작 - 매드하우스
- 제작 - DEATH NOTE 제작위원회(닛폰 TV, D.N.드림 파트너스, VAP, 슈에이샤, 매드하우스)

### 한국
- 번역: 이윤미
- 녹음·믹싱: 이성수
- 종합편집: 이소연
- 타이틀: 조아라
- CG: 김효정
- 자막수정: 대원 PICTURES
- 조연출: 이재승
- 연출: 심상백
- 조명: 박한승

## 주제가
- 오프닝 테마

The WORLD (1화~19화)
노래: 나이트메어 (ナイトメア 나이토메아[*])
What's up,people?! (20화~37화)
노래: 맥시멈 더 호르몬
- 엔딩 테마

아루미나 (アルミナ、1화~19화, 스페셜)
노래: 나이트메어 (ナイトメア 나이토메아[*])
절망 비리 (20화~36화)
노래: 맥시멈 더 호르몬
Coda〜Death Note (제37화)
작곡 및 편곡: 히라노 요시히사

## 에피소드 목록
| 화수 | 제목          | 각본            | 그림 콘티                     | 연출                        | 작화 감독                                                     | 방송일          |
| ---- | ------------- | --------------- | ----------------------------- | --------------------------- | ------------------------------------------------------------- | --------------- |
| #001 | 新生 신생     | 이노우에 토시키 | 아라키 테츠로                 | 아라키 테츠로 츠네마츠 케이 | 키타오 마사루 카가미 타카히로                                 | 2006년 10월 4일 |
| #002 | 対決 대결     | 이노우에 토시키 | 타카오카 준이치               | 이토 토모히코               | 코바야시 아케미                                               | 10월 11일       |
| #003 | 取引 거래     | 이노우에 토시키 | 사토 신지                     | 츠치야 히로유키             | 아오키 마리코                                                 | 10월 18일       |
| #004 | 追跡 추적     | 이노우에 토시키 | 안노 타카시                   | 하부 나오야스               | 미야마에 신이치                                               | 10월 25일       |
| #005 | 駆引 흥정     | 이노우에 토시키 | 요네다 미츠히로               | 요네다 미츠히로             | 무라야마 코스케 하마츠 타케히로 코모리 히데토                 | 11월 1일        |
| #006 | 綻び 빈틈     | 코바야시 야스코 | 벳쇼 마코토                   | 오유남                      | 김동식                                                        | 11월 8일        |
| #007 | 曇天 담천     | 요네무라 쇼지   | 히라타 토시오                 | 이토 토모히코               | 타카오카 준이치                                               | 11월 15일       |
| #008 | 目線 시선     | 이노우에 토시키 | 벳쇼 마코토                   | 벳쇼 마코토                 | 코바야시 아케미                                               | 11월 22일       |
| #009 | 接触 접촉     | 이노우에 토시키 | 후쿠다 미치오                 | 오카자키 유키오             | 사이죠 타카시                                                 | 11월 29일       |
| #010 | 疑惑 의혹     | 이노우에 토시키 | 타카오카 준이치               | 나가무라 신지               | 키노시타 유키                                                 | 12월 6일        |
| #011 | 突入 돌진     | 요네무라 쇼지   | 마츠오 신                     | 하부 나오야스               | 미야마에 신이치                                               | 12월 13일       |
| #012 | 恋心 연심     | 이노우에 토시키 | 안노 타카시                   | 츠치야 히로유키             | 아오키 마리코                                                 | 12월 27일       |
| #013 | 告白 고백     | 이노우에 토시키 | 후쿠다 미치오                 | 요네다 미츠히로             | 무라야마 코스케 하타노 요시츠구 하마츠 타케히로 아오노 아츠시 | 2007년 1월 10일 |
| #014 | 友達 친구     | 요네무라 쇼지   | 이토 토모히코                 | 이토 토모히코               | 타카오카 준이치                                               | 1월 17일        |
| #015 | 賭け 도박     | 코바야시 야스코 | 안노 타카시                   | 오유남                      | 장길용                                                        | 1월 24일        |
| #016 | 決断 결단     | 이노우에 토시키 | 히라타 토시오                 | 벳쇼 마코토                 | 김동준                                                        | 1월 31일        |
| #017 | 執行 집행     | 이노우에 토시키 | 나카무라 료스케               | 나카무라 료스케             | 코바야시 아케미                                               | 2월 7일         |
| #018 | 仲間 동료     | 요네무라 쇼지   | 사사키 신사쿠                 | 나가무라 신지               | 히나타 마사키                                                 | 2월 14일        |
| #019 | 松田 마츠다   | 코바야시 야스코 | 후쿠다 미치오                 | 니시 에이코                 | 미야마에 신이치                                               | 2월 21일        |
| #020 | 姑息 고식     | 이노우에 토시키 | 사야마 키요코                 | 츠치야 히로유키             | 아오키 마리코                                                 | 2월 28일        |
| #021 | 活躍 활약     | 이노우에 토시키 | 요네다 미츠히로 아라키 테츠로 | 요네다 미츠히로             | 하마츠 타케히로 아오노 아츠시 니시이 테루미                   | 3월 7일         |
| #022 | 誘導 유도     | 이노우에 토시키 | 야마모토 사요                 | 하시모토 나오토             | 코바야시 아케미                                               | 3월 14일        |
| #023 | 狂騒 광란     | 요네무라 쇼지   | 사토 유조                     | 이토 토모히코               | 요코타 마모루 타카오카 준이치                                 | 3월 21일        |
| #024 | 復活 부활     | 요네무라 쇼지   | 오오하라 미노루               | 시모다 히사토               | 히나타 마사키                                                 | 3월 28일        |
| #025 | 沈黙 침묵     | 이노우에 토시키 | 아라키 테츠로                 | 마스하라 미츠유키           | 카가미 타카히로 이노우에 히데키                               | 4월 4일         |
| #026 | 再生 재생     | 이토 토모히코   | 이토 토모히코                 | 이토 토모히코               | 요코타 마모루                                                 | 4월 11일        |
| #027 | 誘拐 유괴     | 이노우에 토시키 | 사야마 키요코                 | 야마우치 토미오             | 마루후지 히로타카 요코타 마모루                               | 4월 18일        |
| #028 | 焦燥 초조     | 이노우에 토시키 | 후쿠다 미치오                 | 니시 에이코                 | 미야마에 신이치                                               | 4월 25일        |
| #029 | 父親 아버지   | 이노우에 토시키 | 사사키 신사쿠                 | 이토 토모히코               | 요코타 신이치 타카오카 준이치                                 | 5월 2일         |
| #030 | 正義 정의     | 요네무라 쇼지   | 나카무라 료스케               | 이토 히데키                 | 이토 히데키                                                   | 5월 9일         |
| #031 | 移譲 이양     | 코바야시 야스코 | 타카하시 토오루               | 시모다 히사토               | 코바야시 아케미 니시이 테루미                                 | 5월 16일        |
| #032 | 選択 선택     | 코바야시 야스코 | 사야마 키요코                 | 아오야기 히로노리           | 히나타 마사키                                                 | 5월 23일        |
| #033 | 嘲笑 조소     | 요네무라 쇼지   | 사야마 키요코                 | 사이토 테츠히토             | 신재익                                                        | 5월 30일        |
| #034 | 虎視 눈초리   | 요네무라 쇼지   | 오오하라 미노루               | 니시 에이코                 | 미야마에 신이치                                               | 6월 6일         |
| #035 | 殺意 살의     | 이노우에 토시키 | 이토 토모히코                 | 이토 토모히코               | 요코타 신이치 타카오카 준이치                                 | 6월 13일        |
| #036 | 1.28          | 이노우에 토시키 | 사야마 키요코                 | 히라오 타카유키             | 타카하시 타쿠로오                                             | 6월 20일        |
| #037 | 新世界 신세계 | 이노우에 토시키 | 아라키 테츠로                 | 아라키 테츠로               | 카가미 타카히로 니시이 테루미                                 | 6월 27일        |